# Розанова-Нечаева, Александра Александровна
Алекса́ндра Алекса́ндровна Роза́нова-Неча́ева (8 ноября [20 ноября] 1876, Дрезден, Саксония, Германская империя — 9 января 1942, Ленинград, СССР) — русская и советская пианистка и педагог. Профессор (1923).

## Биография
Родилась и до 1888 года жила в Дрездене, так как была дочерью протоиерея Дрезденской посольской церкви при Императорской Российской Миссии. Её отец, Александр Фёдорович Розанов (1839—1883) был родом из Санкт-Петербурга, а в 1869 году стал первым священником построенной в Дрездене церкви. Он и его жена Антонина (1842—1919) имели семерых детей, двое из которых умерли в раннем детстве. Один из племянников Розановой-Нечаевой, Александр Семёнович Розанов (1910—1994), тоже связал свою жизнь с музыкой, став композитором и музыковедом.
Начальное музыкальное образование Александра Розанова-Нечаева получила у профессора Э. Шумана. В 1888—1894 годах училась в Петербургском училище ордена Святой Екатерины, где обучалась игре на фортепиано у Натальи Позняковской при участии Милия Балакирева, состоявшего инспектором училища. В 1894 году она окончила училище с наградой и получила свидетельство Министерства народного просвещения о звании «домашней учительницы».
В том же году поступила в Санкт-Петербургскую консерваторию в класс игры на фортепиано к Альвине Петровне Соколовской, ученице А. Г. Рубинштейна. Теорию музыки изучала у Игнатия Каспаровича Воячека. В 1899 году она выступила на торжественном акте по окончании и получила дипломом по классу игры на фортепиано у Софии Александровны Малозёмовой. Кроме того, обучалась за границей у П. Видаля и Б. Сельва в Париже, а также у Р. Бухлига в Берлине, завоевав 1-ю премию на Конкурсе пианистов имени В. А. Ераковой в 1899 году.
Выступала в концертах и квартетных собраниях Императорского Русского музыкального общества, Общества друзей камерной музыки и Павловского музыкального вокзала как солистка и в различных ансамблях, в том числе в ансамбле с А. В. Вержбиловичем. Розанова-Нечаева гастролировала за рубежом и руководила организованными ей музыкальными курсами в гимназии В. А. Субботиной с 1898 по 1919 год. В 1922 году совместно с Н. Н. Позняковской составила каталог ансамблевой фортепианной литературы. В 1924 году была командирована в Германию для ознакомления с новейшими методами фортепианной игры и постановкой классов фортепианного ансамбля.
В Санкт-Петербургской консерватории работала адъюнктом класса игры на фортепиано С. А. Малозёмовой с 1899 года, преподавателем с 1902 года, старшим преподавателем с 1905 года, профессором 2-й степени с 1912 года и профессором с 1923 года, а также доцентом с 1926 по 1928 год (утверждено Государственным ученым советом в 1926 году). Она считала себя последовательницей школы А. Г. Рубинштейна и внимательно следила за новыми веяниями в фортепианном исполнительстве.
Подготовила около 40 выпускников, среди которых — Н. И. Голубовская, В. Л. Слонимская, Э. М. Рылло, М. И. Гелевер, И. О. Гутерман, К. А. Морозова, К. М. Селихович и В. Н. Фрейман. В 1919 году в её фортепианном классе занимался Д. Д. Шостакович.
Умерла во время блокады Ленинграда 9 января 1942 года. Похоронена в братской могиле на Серафимовском кладбище. На Богословском кладбище на могиле мужа, Алексея Сергеевича Нечаева (1874—1938), установлен кенотаф. В блокаду Ленинграда погибли также Семён и София Розановы — брат и сестра Розановой-Нечаевой.